# 1917 au Yukon
Chronologie du Yukon
- 1913
- 1914
- 1915
- 1916
- 1917
- 1918
- 1919
- 1920
- 1921

Cette page concerne des événements d'actualité qui se sont produits durant l'année 1917 dans le territoire canadien du Yukon.

## Politique
- Commissaire : George Norris Williams (en) (intérim)
- Commissaire de l'or : George P. MacKenzie
- Législature : 3e puis 4e

## Événements
- 15 mars : Huitième élection générale yukonnaise (en).
- 17 décembre : le gouvernement de coalition de Robert Borden remporte les élections générales avec 153 sièges contre 82 pour les libéraux. Dans la circonscription du territoire du Yukon, Alfred Thompson (en) du conservateur est réélu face au libéral et ex commissaire Frederick Tennyson Congdon (en).

## Naissances
- 13 janvier : Flo Whyard (en), éditrice de Whitehorse Star et mairesse de Whitehorse († 23 avril 2012)